# Antonio Plazibat
Antonio Plazibat (12 december 1993) is een Kroatisch kickbokser, die sinds 2019 uitkomt in de zwaargewichtklasse van Glory. Bij Glory staat hij nummer 6 in de ranking van de zwaargewichten (op 1-1-2025). Plazibat kwam ook uit voor K-1, waar hij zwaargewichtkampioen was, en voor SUPERKOMBAT. Hij wordt getraind door Mike Passenier.